# 糠醛
糠醛（呋喃甲醛，英文：furfural）是一種工業用化學製品，可由各種農副產品中萃取，包括玉米穗軸、燕麥與小麥的麥麩和鋸木屑。furfural這個字取自於拉丁字的furfur，意思是麥麩，因為這是糠醛取得的來源。
糠醛是一種芳香族的醛，其環狀結構如右圖所示。其化學式為C5H4O2。純糠醛是有杏仁味的無色的油狀液體，暴露於空氣中會快速變成黃色。

## 歷史
1832年，德國化學家Johann Wolfgang Döbereiner首先將糠醛分離出來。他在製取蟻酸的過程中萃取出微量的副產品，即糠醛。 在當時，蟻酸是用死亡的螞蟻蒸餾製取，Döbereiner用的螞蟻體內可能含有一些植物碎屑。1840年，蘇格蘭化學家约翰·斯登豪斯發現相同的化學品可以由許多種不同的農作物中蒸餾製取，他將玉米、燕麥、麥麩和鋸木屑分別放入稀硫酸中，檢測出該糠醛的實驗式為C5H4O2。1901年，德國化學家卡爾·哈里斯推論出糠醛結構。
在1922年桂格燕麥公司使用燕麥麩大规模制造以前，糠醛除了偶而用作芳香劑外，仍然是一個基本无人问津的化學品。現在，糠醛仍然由農副產品如甘蔗渣和玉米芯中製取。

## 性质

### 物理性质
糠醛的物性已在右表中列出。糠醛易於極性有機溶劑中溶解，但只微溶於水或烷烴中。

### 化学性质
糠醛可以和同種類化合物起反應，如乙醛和其他芳香化合物。芳香化合物糠醛穩定性比苯小，而且對氫化作用和其他加成反應的活性都遠比其他芳香族化合物大。
當加熱至約250 ℃，糠醛會分解為呋喃和一氧化碳，有時會爆炸性的分解。
若與酸一起加熱，糠醛會發生不可逆反應，形成堅硬的熱固性樹脂。

## 製備
許多植物原料含有多醣半纖維素，而每個醣聚合物有5個碳原子。當與硫酸一起加熱時，半纖維素會水解而形成糖，主要為木糖。在同樣的酸和加熱條件下，木糖和其他五碳糖會脫水，失去3個水分子而變成糠醛。
C5H10O5 → C5H4O2 + 3 H2O
在農副產品原料中，原植物體約有 10% 可以再回收製造糠醛。在反應混合中糠醛和水會一起蒸發，在凝結後即可分離。
全世界製造糠醛的總量為約450,000噸。中國是最大的生產地，大約佔全世界製造量的一半。
在實驗室中，糠醛可由玉米芯與稀硫酸回流來合成。

## 应用
糠醛用來作為石化煉製品中的溶劑，從其他碳氫化合物中提煉二烯烴，用於製造合成橡膠。
糠醛，以及其衍生糠醇，可與苯酚、丙酮、尿素反應製造樹脂。這種樹脂用於製造玻璃纖維、一些飛機零件和汽車製動器。
糠醛也是生產呋喃和四氫呋喃溶劑的原料。羥甲基糠醛已在各種各樣的熱加工食品中使用。

## 安全性
如果食用或吸入糠醛，會產生中毒現象，包括興奮，頭痛，頭昏，噁心，最後失去意識並因為呼吸衰竭而死亡。接觸糠醛會刺激皮膚和呼吸道，甚至造成肺積水。
長期的皮膚接觸會導致皮膚過敏，和特有的敏感性曬斑。在毒素研究中，糠醛會讓動物產生腫瘤、突變、肝臟與腎臟損壞。